# Oscar Más
Oscar Tomás Más Magallán (Villa Ballester, 29 ottobre 1946) è un ex calciatore argentino, di ruolo attaccante. Già membro della Nazionale di calcio argentina, è il secondo miglior marcatore di sempre con la maglia del River Plate con 199 reti, dietro a Labruna con 293, venendo così annoverato tra i giocatori più significativi nella storia del club. Suo fratello maggiore era Luis María Más, anch'egli calciatore professionista.

## Caratteristiche tecniche
Giocava come ala sinistra; aveva nel suo bagaglio tecnico un ampio repertorio di giocate, grazie al quale era molto efficace nel finalizzare le azioni da gol così come nel crearle.

## Carriera

### Club
Cresciuto in una piccola squadra di Buenos Aires, il Juvenil Porteño, fu portato a un provino del Boca Juniors da Juan Evaristo; Más però non soddisfece l'allenatore della squadra, complice anche un rigore sbagliato. Quando, nell'aprile 1959, sostenne un provino con il River Plate, giocò talmente bene che il giorno stesso gli venne offerto il contratto. Debuttò con la maglia del club il 26 aprile 1964, a diciott'anni ancora da compiere, contro il Chacarita Juniors allo Stadio Chacarita Juniors, e già alla sua prima partita impressionò il pubblico.

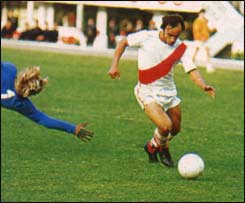
Más in campo negli anni 1960

 Aiutato dai tecnici Peucelle, che lo aveva fatto debuttare, e Cesarini, che gli aveva permesso di affinare la sua abilità con il piede destro, divenne uno dei giocatori migliori della squadra. Vestendo la maglia numero undici, Más fu capocannoniere di due campionati, Metropolitano 1970 e 1973 (nel secondo di questi segnò diciassette reti in tredici incontri, stabilendo una media-gol di 1,3 a partita), e raggiunse la finale della Coppa Libertadores 1966, perdendola però nel triplo confronto con il Peñarol di Montevideo; saltò la prima partita all'Estadio Centenario, ma fu presente da titolare nelle altre due. In seguito alle prestazioni in campo nazionale con il River Plate, che lo avevano visto segnare 169 reti in poco meno di dieci anni, ricevette la chiamata del Real Madrid, che lo acquistò in vista della Primera División spagnola 1973-1974; in precedenza, aveva rifiutato l'offerta del Boca Juniors. Durante la sua permanenza in Europa ottenne un settimo posto in campionato e la vittoria della Coppa di Spagna, e si affermò come miglior marcatore stagionale del suo club; tuttavia, ciò non fu sufficiente a farlo confermare dalla dirigenza della società iberica, che terminate le competizioni lo lasciò tornare al River Plate. Nel 1975 vinse il campionato Metropolitano, un risultato importante dato che il River era digiuno di titoli dall'ultima vittoria datata 1957; nello stesso anno, il club si aggiudicò anche il Nacional, ottenendo così entrambi i trofei messi in palio dalla Federazione per quella stagione.

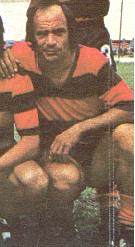
Más con la maglia del Defensores de Belgrano

 L'ultimo campionato che Más giocò con la maglia del River fu il Nacional 1976, durante il quale mise a segno cinque reti in nove partite; la competizione internazionale cui partecipò per l'ultima volta con il River fu la Coppa Libertadores 1976, che ebbe uno svolgimento analogo a quella di dieci anni prima: raggiunta la finale, il River fu sconfitto in tre partite dal Cruzeiro. Stavolta, Más fu presente in tutti e tre gli incontri, andando a segno nella partita di andata al Mineirão e nella cosiddetta "bella", giocatasi in campo neutro a Santiago.  Nonostante avesse espresso il desiderio di chiudere la carriera con la maglia del club, non ci riuscì. L'annata 1977 lo vide trasferirsi all'estero — per la seconda volta in carriera —, in Colombia: l'América de Cali, fresca vincitrice della Copa Simón Bolívar, mirava a ottenere il primo titolo nazionale della sua storia; Más rimase nei ranghi della compagine andina fino al 1978, assommando nelle due stagioni che disputò lo stesso numero di gol, diciotto. Tornò in Argentina, al Quilmes, un anno prima che l'América, nel 1979, conquistasse il campionato sotto la guida di Gabriel Ochoa Uribe. Con il suo nuovo club tornò a disputare la Libertadores, prendendo parte all'edizione del 1979, ma le prestazioni del Quilmes non furono positive e la squadra chiuse all'ultimo posto nel suo girone. Más scelse così di cambiare nuovamente club — accasandosi, stavolta, al Defensores de Belgrano, che disputava la Primera B Metropolitana. In due stagioni in seconda divisione, l'ex nazionale argentino marcò quaranta reti in meno di sessanta incontri, diventando uno dei giocatori più in vista del torneo. All'esperienza nella serie cadetta seguì un lungo peregrinare nelle divisioni minori e nei campionati regionali argentini: tra il 1982 e il 1987, difatti, Más cambiò undici squadre, spesso disputando poche partite alla volta per poi trasferirsi in un altro club. Terminò dunque la carriera nel Talleres di Remedios de Escalada, mettendo a segno tre reti nella sua annata stagione da giocatore.

### Nazionale
Debuttò in Nazionale nel 1965 sotto la guida di Osvaldo Zubeldía, in preparazione al campionato del mondo 1966: nonostante le dimissioni del commissario tecnico, il suo sostituto Juan Carlos Lorenzo convocò ugualmente l'attaccante per il Mondiale. L'Argentina concluse il suo girone al secondo posto dietro alla Germania Ovest, e Más giocò tutte e tre le partite del gruppo preliminare da titolare, giocando nella linea offensiva. Ai quarti di finale l'Argentina si trovò a fronteggiare i padroni di casa dell'Inghilterra, e ne uscì sconfitta per 1-0 (rete di Hurst); Más aveva nuovamente presenziato in campo per tutti i novanta minuti. Una volta terminato il Mondiale, a Lorenzo successe Jim Lopes in qualità di CT; Más rimase comunque nel giro della Nazionale e partecipò al Campeonato Sudamericano de Football 1967. Il suo debutto in tale competizione avvenne il 18 gennaio 1967 contro il Paraguay, e alla prima partita seguì il primo gol: infatti, Más aprì le marcature al ventitreesimo minuto. L'attaccante mantenne il suo posto da titolare anche negli incontri successivi — con la sola esclusione della sfida con il Venezuela, ove fu Carone a giocare nel suo ruolo —, ma non segnò più e in finale fu sostituito dallo stesso Carone al settantacinquesimo minuto; l'Argentina perse contro l'Uruguay per una rete a zero (gol di Pedro Rocha). Nel prosieguo della sua carriera internazionale, Más totalizzò 37 presenze e 10 reti con la maglia della selezione argentina, chiudendo l'esperienza nel 1972.

## Palmarès

### Club

#### Competizioni nazionali
- Coppa di Spagna: 1

Real Madrid: 1973-1974
- Campionato argentino: 2

River Plate: Metropolitano 1975, Nacional 1975

### Individuale
- Capocannoniere del campionato argentino: 2

Metropolitano 1970 (16 gol), Metropolitano 1973 (17 gol)
- Capocannoniere della Copa Libertadores: 1

1970 (9 gol)